# Río Omineca
El río Omineca (en inglés: Omineca River) es un corto río de Canadá del norte de la Columbia Británica que discurre a través de las montañas Omineca. El río tiene una longitud de unos 220 km, drena una cuenca de unos 7000 km² y tiene un caudal medio (aguas arriba de la confluencia del río Osilinka) de 90 m³/s.

## Geografía
El río Omineca nace al este del lago del Oso, en una zona apenas poblada de la Columbia Británica Interior. Discurre generalmente en dirección este, hacia la fosa de las Montañas Rocosas donde se une con el río Mesilinka poco antes de desembocar en gran embalse del lago Williston (1660 km²), en uno de sus brazos, el Omineca Arm. El lago Williston es parte de la cuenca del río Peace, a su vez, perteneciente a la cuenca ártica del río Mackenzie.
El Omineca no tiene zonas de rápidos, por lo que se considera un río fácil de recorrer en canoa. Por la fauna de peces del río pertenece al grayling del Ártico.
La mayor parte de la región por la que discurre el río es un área protegida desde el año 2001, el parque provincial y área protegida de Omineca (Omineca Provincial Park and Protected Area). Se trata de un hábitat excelente para renos, alces y glotones, así como para muchas aves acuáticas.

## Historia
El primer occidental que se conoce exploró el río fue el escocés Samuel Black, entonces comerciante de pieles al servicio de la Compañía de la Bahia de Hudson que en 1824 exploró toda la cuenca del río Finlay.
En el verano de 1861 se descubrió oro en las montañas Omineca. Otros descubrimientos fueron hechos en diversos cursos de agua los años siguientes ocasionando una fiebre del oro a partir de 1868. El río Omineca será un eje importante para el transporte de mineros que participaron en esa fiebre. también se encontró oro en el propio río en 1871.